# Станко Нацев
Станко Нацев е съвременен български писател.

## Биография и творчество
Станко Нацев е роден на 20 ноември 1943 г. в София. Завършва българска филология в Софийския университет „Св. Климент Охридски“. Специализира в Лайпцигския университет и Хердер институт.
Работи последователно във в. „Вечерни новини“, издателство „Наука и изкуство“ и в. „Вестник за дома“.
Публикувал е разкази, есета, пътеписи, хайку и литературна критика. Превеждан е на английски, немски, руски, чешки, сръбски. Сборникът му с разкази „Пасажери за рая“ е отличен с наградата за белетристика за 1999 година на Съюза на българските писатели. Носител е на наградата „Златното перо“ на Съюза на българските журналисти. 
Съосновател е на българския хайку клуб.
Издадени книги: „Фигуранти“ (разкази, 1998), „Трохи от хляба на думите“ (хайку, 1999), „Пасажери за рая“ (разкази, 1999), „Огледало за двама“ (хайку, 2000, 2001), „Секунди“ (хайку, 2001), „Кристалният самолет“ (разкази, 2001), „Пръстените на сламените вдовици“ (разкази, 2002), „Време на заем“ (стихове, 2003), „Старата улица“ (разкази, 2006), „По ръба на залеза“ (стихове, 2008), „Бялата царица“ (разкази, 2011).